# Wojskowy Obóz Szybowcowy

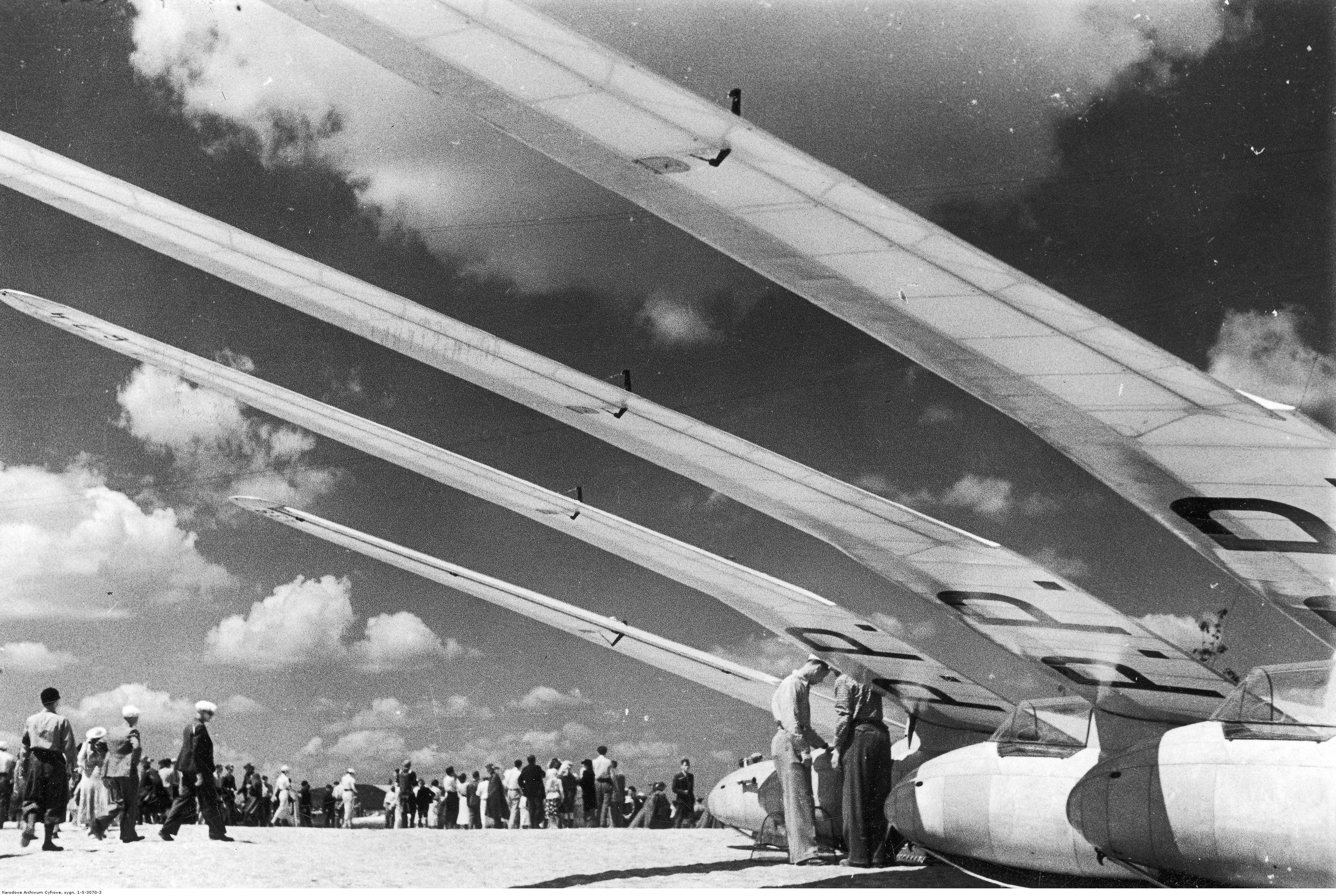
Szybowce na lądowisku w Ustjanowej w 1936

Wojskowy Obóz Szybowcowy (WOS) – szkoła lotnictwa Wojska Polskiego w II Rzeczypospolitej Polskiej.

## Historia szkoły
Tereny Ustjanowej zostały rozpoznane do celów uprawniania szybownictwa przez sekcję szybowcową Lubelskiego Klubu Lotniczego (LKL). 6 września 1931 roku dotarła tam wyprawa LKL kierowana przez por. pil. Tadeusza Kurowskiego, wspierana przez Związek Awiatyczny Studentów Politechniki Lwowskiej. Miejsce okazało się korzystnie położone i dawało dobre warunki do uprawniania szybownictwa. Tadeusz Kurowski na szybowcu NN-2 wykonał lot trwający 3 h 58 min. Teren był również atrakcyjny z uwagi na korzystne połączenia komunikacyjne – w pobliżu przebiegała linia kolejowa oraz szosa. Ukształtowanie terenu – wybiegi dwóch zboczy ciągnące się na ok. osiem kilometrów dawały możliwość jednoczesnego szkolenia wielu grup kursowych.
Już w 1932 roku zapadła decyzja o zorganizowaniu tam ośrodka prowadzącego szkolenia szybowcowe na rzecz lotnictwa wojskowego. Jego pierwszym komendantem został kpt. pil. Michał Blaicher. Na potrzeby lotniska zbudowano brezentowy hangar dla 12 szybowców oraz stację meteorologiczną.
Ośrodek prowadził cykliczne kursy szybowcowe na potrzeby wojska, szkoląc pilotów szybowcowych kategorii B i C.
W 1934 roku WOS został znacznie rozbudowany z uwagi wzmożoną działalność. Zbudowano duże hangary oraz infrastrukturę lotniczą z lotniskiem dla samolotów w dolinie i wyciągarki szybowcowe na stokach Żukowa. Wykorzystanie WOS znacznie wzrosło z uwagi na organizację w nim jednomiesięcznych kursów szybowcowych dla kandydatów do Centralnej Szkoły Podoficerów Pilotów oraz Kursu Pilotażu dla Oficerów Młodszych Lotnictwa. W ramach współpracy wojskowej z Rumunią w 1934 roku wyszkolono w WOS grupę oficerów armii rumuńskiej w lotach wleczonych. W 1935 roku wprowadzono obowiązek ukończenia kursu szybowcowego dla kandydatów do Szkoły Podchorążych Lotnictwa w Dęblinie oraz szkół pilotów lotniczego przysposobienia wojskowego. Uczestnictwo w kursach szybowcowych było również obowiązkowe dla pilotów-instruktorów, którzy ukończyli szkolenie w Centrum Wyszkolenia Oficerów Lotnictwa (CWOL).
Istniejąca infrastruktura oraz warunki terenowe były istotnym argumentem przyczyniającym się do zorganizowania w 1935 roku w WOS III Krajowych Zawodów Szybowcowych. Kolejne, IV Krajowe Zawody Szybowcowe, zostały również zorganizowane w Ustjanowej w 1936 roku. Zawody były jedyną okazją zwiedzania terenu Obozu przez turystów: poza tym okresem Obóz, jako obiekt wojskowy, był niedostępny dla osób postronnych.
W 1936 roku nastąpił dalszy rozwój WOS. Na Holicy został zbudowany duży hangar, zamontowana została wyciągarka, zbudowano budynek administracyjny, a u podnóża Żukowa istniały już trzy hangary i cztery budynki techniczne: magazyny paliw i lakierów, stołówka z kuchnią, warsztaty i stolarnia. Uruchomiono generator prądotwórczy, który w 1937 roku zastąpiono elektrownią. W 1937 roku zmieniono nazwę szkoły na 'Obóz Szybowcowy. W tym czasie kompleks Wojskowego Ośrodka Szybowcowego składał się z Wojskowego Obozu Szybowcowego w Ustjanowej, lotniska szybowcowego na Holicy oraz lotnisk w Równi i Gromadzyniu. Następował gwałtowny rozrost szkoły, w 1938 roku szkolono w niej rocznie 600 pilotów szybowcowych. W marcu 1939 w Obozie Szybowcowym pełniło służbę dwóch oficerów lotnictwa: mjr pil. Edward Peterek (komendant obozu) i por. Jan Błażejewski (instruktor). Ostatni rok funkcjonowania Obozu był okresem intensywnej pracy. Zorganizowano 54 miejsca startowe, na stanie szkoły znajdowało się ok. 600-774 szybowców pozwalających wyszkolić jednocześnie 2000 pilotów szybowcowych.
Po wybuchu wojny szkolenie trwało do 6 września, 11 września 1939 roku teren WOS został zajęty przez Wehrmacht i nastąpiła likwidacja szybowiska. 774 szybowce znajdujące się na terenie obozu zostały przejęte przez Luftwaffe, ok. 10. egzemplarzy szybowców Wrona-bis trafiło na Słowację, gdzie były użytkowane pod nazwą "Vrana". Zgodnie z traktatem o granicach i przyjaźni między III Rzeszą a ZSRR tereny Bieszczadów zostały włączone do ZSRS. Rosjanie zburzyli hangary w Gromadzyniu i zbudowali w tym miejscu koszary. Kolejne zniszczenia nastąpiły w trakcie działań wojennych w 1944 roku – zniszczeniu uległy hangary na szczycie i u podnóża Żukowa. Po wojnie tereny Ustjanowej były włączone do ZSRS, powróciły do polski na podstawie umowy o zmianie granic z 15 lutego 1951 roku. W 1958 roku wznowiono loty na szybowisku, odbyły się tam dwa obozy szybowcowe. Ostatecznie nie podjęto decyzji o reaktywacji szybowiska, a jego tereny zostały przeznaczone na cele rolnicze.
Istnienie Wojskowego Ośrodka Szybowcowego zostało upamiętnione poprzez odsłonięcie 7 września 1969 roku na zboczu Małego Króla pomnika projektu Marii i Łukasza Jaraszyńskich poświęconego lotnikom, wychowankom szkoły szybowcowej, którzy stracili życie na frontach II wojny światowej. W uroczystości wzięli udział przedstawiciele lokalnych władz delegacja Wyższej Oficerskiej Szkoły Lotniczej w Dęblinie, przedstawiciele Zarządu Głównego Aeroklubu PRL, przedstawiciel ZBoWiD oraz byli pracownicy WOS.
Inną formą uczczenia pamięci istnienia tego szybowiska jest rozgrywany od 1987 roku w Ustjanowej Górnej Bieszczadzki Bieg Lotników na trasach im. Stanisława Nahajowskiego. Jest to impreza służąca zintegrowaniu środowiska lotniczego oraz przygotowaniu do sezonu lotniczego. Jest to jednocześnie edycja Pucharu Polski Amatorów w Biegach Narciarskich.